# Micranthocereus polyanthus
Micranthocereus polyanthus är en kaktusväxtart som först beskrevs av Erich Werdermann, och fick sitt nu gällande namn av Curt Backeberg. Micranthocereus polyanthus ingår i släktet Micranthocereus och familjen kaktusväxter.

## Underarter
Arten delas in i följande underarter:
- M. p. alvinii
- M. p. polyanthus